# Giuseppe Di Stefano
Giuseppe Di Stefano (Motta Sant’Anastasia, 1921. július 24. – Santa Maria Hoè, 2008. március 3.) világhírű olasz operaénekes, tenor.

## Élete

### A kezdetek
Pippo, ahogyan barátai, kollégái és rajongói mindig is hívták, fiatalkorát Milánóban töltötte, ahová szülei a jobb megélhetés végett költöztek, Szicíliából. Apja búcsút mondott a csendőrségnek, és szerény cipészi állást talált, anyja pedig varrónő volt. A jezsuiták szemináriumában nevelkedett, eközben egyre gyakrabban gondolt arra, hogy szerzetespap legyen. Később, amikor barátja, a zenekedvelő Danilo Fois elvitte őt a Teatro alla Scala karzatára, egyre inkább az éneklést látta jövője hivatásának. Különböző mestereknél apránként haladt előre a tanulásban, többek közt Luigi Montesanto baritonnál. Taníttatása költségeit Fois és barátai állták. 1938-ban énekversenyt nyert Firenze városában.
A második világháború kirobbanásakor besorozták a hadseregbe, magatartása miatt ismétlődően karcerbe került. Egy katonaorvos szerint énekesként hasznosabb lenne hazája számára, mint katonaként. Így a tőle kapott lábadozási menlevéllel megmenekült az alakulatával együtt, az orosz fronton való megsemmisülésétől, ahová éppen indulnia kellett volna. Énekesi pályáját Nino Florio álnéven, a könnyűzene világában kezdte, s a bombázások ellenére, saját bevallása szerint az volt élete legszebb időszaka. A háború utolsó időszakában Svájcba menekült, ahol bemutatkozhatott a lausanne-i rádióban, operabetétek és dalok előadásával (néhányukról EMI-felvétel fenn is maradt).

### Pályája

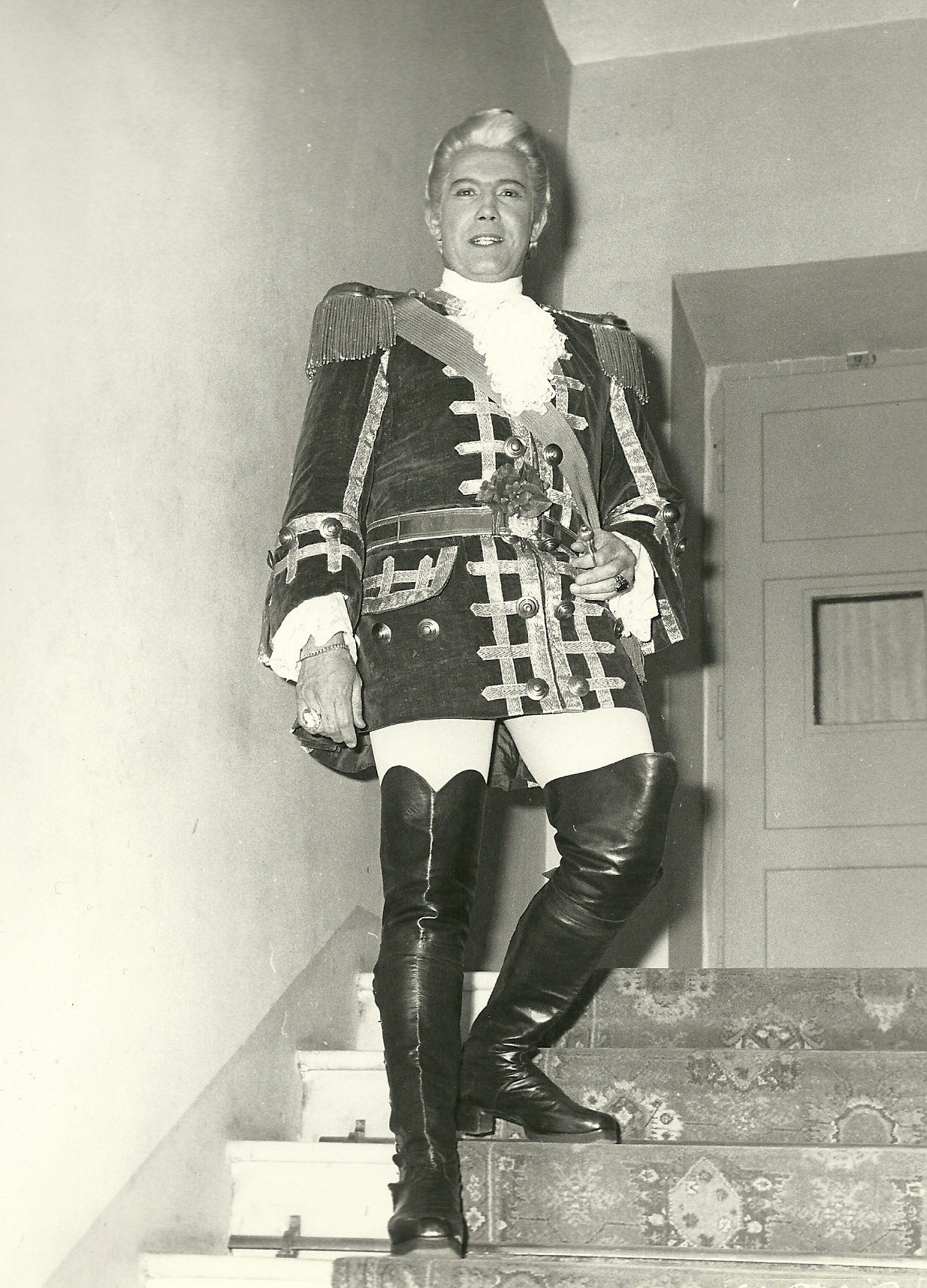
A római operaházban, 1960

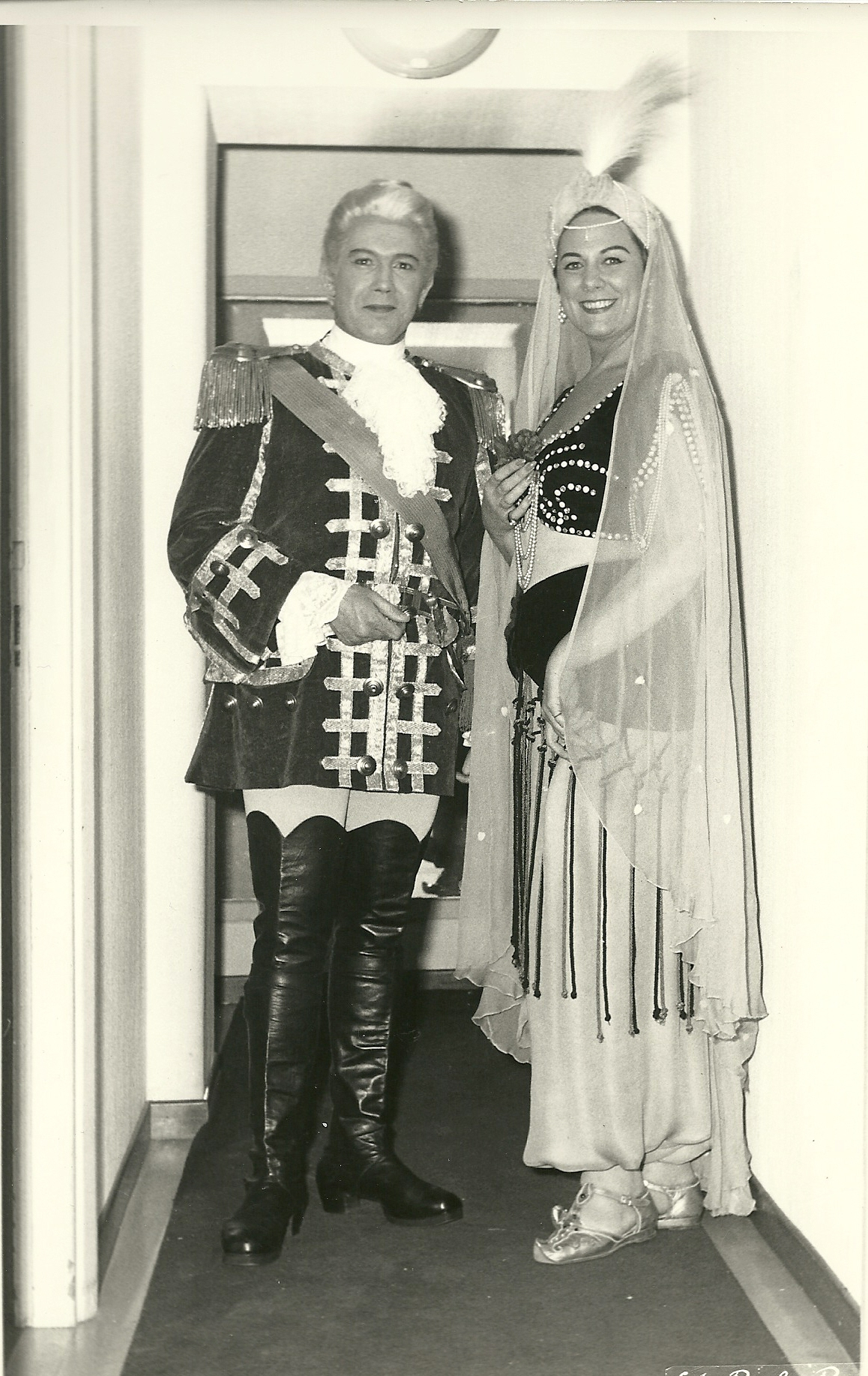
Renata Tebaldival a római operaházban, 1960

A háború után Milánóba visszatérve folytatta énektanulását. Néhány kisebb szerep után, hivatalosan 1946. április 20-án, Reggio Emiliában, a Manon Des Grieux szerepében debütált. Hamarosan teljes lendülettel a megye és a régió fontosabb színházaiban, mint Genova (Rigoletto), Bologna (Az alvajáró), Velence (Gyöngyhalászok) lépett fel. Még abban az évben, beindult nemzetközi karrierje is Barcelona operaházában, szintén a Manonnal. Ugyanebben az előadásban 1947. március 15-én mutatkozott be a Scalában. 1948. február 25-én, a Rigoletto mantuai hercegeként, a New York-i Metropolitan Opera színpadán, amivel azután 1952-ig állandóan jelen volt. 1951-ben a Traviata São Pauló-i előadásán Tullio Serafin vezényelt, és ekkor kezdődött művészi együttműködése Maria Callasszal.
A főbb olasz dalszínházakon, de főként a Scalán felül, a Met-es vendégszereplése után, turnézott Közép- és Dél-Amerikában. 1952 decemberében a Bohémélettel tért vissza, amelyben az 1950-es években rendszeresen fellépett a világ legfontosabb operaházaiban, mint a bécsi, párizsi, Buenos Aires-i, Rio de Janeiró-i, Mexikóváros-beli, San Franciscó-i, chicagói és johannesburgi. Valamivel később bemutatkozott az Egyesült Királyság edinburgh-i fesztiválján, 1957-ben (Szerelmi bájital), 1961-ben pedig a londoni Covent Gardenben (Tosca).
A vezető színpadokon, operatörténeti jelentőségű előadások maradtak fenn, a Scala néhány bemutatója, mint pl. a Lammermoori Lucia, 1954-ben, Callasszal, Herbert von Karajan vezényletével, a Carmen, Giulietta Simionatóval és ismét csak Karajannal a pódiumon. Majd ismét a Traviata, megint Callasszal, Luchino Visconti történelmi Tosca-rendezésében:
„A(z 1955-ös) év közepén botrányos Traviata előadásra kerül sor Callasszal. A Visconti rendezte előadáson ugyan mindketten remekelnek, Di Stefano azonban nem hajlandó többször fellépni, mivel úgy érzi, Callas egyedül akarja learatni a dicsőséget: túl sokszor megy ki a tapsviharban a függöny elé egyedül. (Kettejük kapcsolatát a látványos összeveszések és a nagy egymásra találások váltakozása jellemzi; a színpadon azonban mindig tökéletes az összhang.)”
Majd 1958-ban, többéves távollét után visszatért a Scalába, ezúttal Renata Tebaldival.
Az 1960-as évek közepétől kezdődött operai szerepléseinek ritkulása; a pódium- és koncertfellépések, valamint a tanítás között osztotta meg ideje egyre nagyobb részét. Szemináriumokat és mesterkurzusokat vezetett, miközben nagy operettsikerei voltak Németországban, ahol eredeti nyelven énekelt. 1973-ban még egyszer részt vett Maria Callasszal utolsó világturnéján, amely kivételes közönségsikerrel járt, ám aztán hirtelen véget is ért. 1975-ben Spoletóban mesterkurzust tartott a Nemzeti Dalversenyen, az Adriano Belli nevű kísérleti operaházban, a Bohémélet egyik áriájából. Az 1980-as években már nem jelent meg színpadon. Utoljára, kivételesen mégis megtette egy 1992-es, Caracalla termáiban rendezett operaelőadáson, Altoum császárként a Turandotban.
Di Stefano egyike volt a háború utáni időszak legnépszerűbb operaénekeseinek. Neve elválaszthatatlanul összekapcsolódik a művészi együttműködésben Maria Callaséval, akivel együtt érte el néhány, legfontosabb sikerét és közös lemezeik számtalan kiadásban zenetörténeti jelentőségűvé váltak. Figyelemre méltó a diszkográfiája, mind a stúdióban, mind élőben, Arturo Toscanini, Victor de Sabata, Tullio Serafin, Antonino Votto, Gianandrea Gavazzeni és Herbert von Karajan dirigálásával.

### Magánélete
1949 New Yorkban feleségül vette Maria Girolami konzervatóriumi diáklányt, aki három gyermekkel ajándékozta meg Maria Callas halála után, akihez Di Stefano érzelmileg is nagyon kötődött, férjét rögtön elhagyta. Harminc évig tartott első házassága után, 1977-ben kezdődött új érzelmi kapcsolata Monika Curth, hamburgi származású operettszopránnal, akit 1993-ban feleségül is vett.

### Halála
Utolsó nyilvános megjelenése a nyilvánosság előtt 2004. október 24-én, Oderzóban esett meg, amikor életműdíját vette át, a közönség soha nem múló szeretetének tanúbizonyságát. 2004. december 3-án súlyosan megsebesült, miközben kutyáját védelmezte, a diani (Kenya) házába történt betöréses rabláskor, amikor is a rablók husánggal összeverték és vérbe fagyva, öntudatlan állapotban hagyták a földön. Mombasa kórházában, sebesülései súlyosabbaknak bizonyultak, mint az elsőre látszott, legalább három műtéten esett át, s végül december 7-én kómába esett. December 23-án, hosszú hazaút után, egy milánói kórházba szállították. Haláláig ápolásra szorult Santa Maria Hoè-i házában, Lecco közelében, ahol 2008. március 3-án elhunyt.

## Hangja és énekstílusa
Birtokában volt egy lágy, összetéveszthetetlen, meleg és gazdag hangnak, amelynek terjedelme az első időkben igen jelentős volt, nagyra értékelték hangi adottságain túl a világos artikuláció, a szenvedélyes szövegmondás, a lebilincselő kifejezésmód, a pianissimók és árnyalatok különleges könnyedsége; mindazon elemek miatt, amelyek lehetővé tették azt a széles repertoárt, rendkívüli sokoldalúságot, amellyel csak néhány más tenor büszkélkedhet, de amely azonban megrövidíti a kitartott hangokat. Messze precíz és kitartott, viszont egyesek szerint kissé hideg, akárcsak Jussi Bjorlingé vagy Alfredo Krausé, mint a Mario Del Monaco-féle túláradó hang, vagy Carlo Bergonzi stílusbeli szigorúsága, éneklése ösztönösen nagyvonalú és kommunikatív, nem szakít tévedhetetlen muzikalitása a lírai tenorok, az olasz-francia posztromantikusok hagyományaival, különösen pályája első, emlékezetes interpretációiban (Rigoletto, Traviata, Bohémélet, Gyöngyhalászok, Manon, Faust), és a rákövetkező évek kifejező és drámai repertoárja (Tosca, A végzet hatalma, Turandot,  Carmen, majd a Bajazzók és az Andrea Chénier).

## Érdekesség
Luciano Pavarotti nagy csodálója volt és egyszer azt mesélte: „Bálványom Giuseppe Di Stefano volt; jobban szerettem, mint Beniamino Giglit és ez egyenesen vezetett életem egyetlen pofonjához apámtól, aki soha nem szűnt meg Giglit preferálni.”

## Repertoárja
| Opera-repertoárja  |                       |             |
| Szerep             | Cím                   | Szerző      |
| Arturo Talbo       | Puritánok             | Bellini     |
| Nadir              | Gyöngyhalászok        | Bizet       |
| Don José           | Carmen                | Bizet       |
| Faust              | Mefistofele           | Boito       |
| Nemorino           | Szerelmi bájital      | Donizetti   |
| Edgardo Ravenswood | Lammermoori Lucia     | Donizetti   |
| Fernando           | A kegyencnő           | Donizetti   |
| André Chénier      | Andrea Chénier        | Giordano    |
| Loris Ipanov       | Fedora                | Giordano    |
| Faust              | Faust                 | Gounod      |
| Paganini           | Paganini              | Lehár       |
| Der Zarewitsch     | A cárevics            | Lehár       |
| Sou-Chong          | A mosoly országa      | Lehár       |
| Canio              | Bajazzók              | Leoncavallo |
| Turiddu            | Parasztbecsület       | Mascagni    |
| Fritz              | Fritz barátunk        | Mascagni    |
| Osaka              | Iris                  | Mascagni    |
| Des Grieux         | Manon                 | Massenet    |
| Werther            | Werther               | Massenet    |
| Nerone             | Poppea megkoronázása  | Monteverdi  |
| Tenor              | A színigazgató        | Mozart      |
| Orfeusz            | Orfeusz az alvilágban | Offenbach   |
| Giuliano           | Az ezüstgúnya         | Pizzetti    |
| Macheath           | Koldusopera           | Pepusch     |
| Enzo Grimaldo      | Gioconda              | Ponchielli  |
| Renato Des Grieux  | Manon Lescaut         | Puccini     |
| Rodolfo            | Bohémélet             | Puccini     |
| Mario Cavaradossi  | Tosca                 | Puccini     |
| Pinkerton          | Pillangókisasszony    | Puccini     |
| Dick Johnson       | A Nyugat lánya        | Puccini     |
| Luigi              | A köpeny              | Puccini     |
| Rinuccio           | Gianni Schicchi       | Puccini     |
| Calaf              | Turandot              | Puccini     |
| Almaviva grófja    | A sevillai borbély    | Rossini     |
| Olasz énekes       | A rózsalovag          | Strauss     |
| Wilhelm            | Mignon                | Thomas      |
| Mantuai herceg     | Rigoletto             | Verdi       |
| Manrico            | Trubadúr              | Verdi       |
| Alfredo Germont    | Traviata              | Verdi       |
| Riccardo           | Az álarcosbál         | Verdi       |
| Don Alvaro         | A végzet hatalma      | Verdi       |
| Radames            | Aida                  | Verdi       |
| Otello             | Otello                | Verdi       |
| Rienzi             | Rienzi                | Wagner      |

## Diszkográfiája

### Stúdiófelvételei
| Év      | Cím                                     | Szerep                                                          | Karmester                   | Kiadó     |
| ------- | --------------------------------------- | --------------------------------------------------------------- | --------------------------- | --------- |
| 1949/51 | Bohémélet (válogatás) Rodolfo           | Licia Albanese, Leonard Warren, Patrice Munsel                  | Renato Cellini              | RCA       |
| 1953    | Parasztbecsület Turiddu                 | Maria Callas, Rolando Panerai                                   | Tullio Serafin              | EMI       |
|         | Lammermoori Lucia Edgardo Ravenswood    | Maria Callas, Tito Gobbi, Raffaele Arié                         | Tullio Serafin              | EMI       |
|         | Puritánok Arturo Talbot                 | Maria Callas, Rolando Panerai, Nicola Rossi-Lemeni              | Tullio Serafin              | EMI       |
|         | Tosca Mario Cavaradossi                 | Maria Callas, Tito Gobbi                                        | Victor de Sabata            | EMI       |
| 1954    | Pillangókisasszony Pinkerton            | Victoria de los Ángeles, Tito Gobbi, Anna Maria Canali          | Gianandrea Gavazzeni        | EMI       |
|         | Bajazzók Canio                          | Maria Callas, Tito Gobbi, Rolando Panerai, Nicola Monti         | Tullio Serafin              | EMI       |
|         | Requiem (Verdi)                         | Elisabeth Schwarzkopf, Cesare Siepi, Oralia Dominguez           | Victor De Sabata            | EMI       |
| 1955    | Szerelmi bájital Nemorino               | Hilde Güden, Fernando Corena, Renato Capecchi                   | Francesco Molinari-Pradelli | Decca     |
|         | Rigoletto Mantuai herceg                | Tito Gobbi, Maria Callas, Nicola Zaccaria, Adriana Lazzarini    | Tullio Serafin              | EMI       |
|         | Traviata Alfredo Germont                | Antonietta Stella, Tito Gobbi                                   | Tullio Serafin              | EMI       |
| 1956    | Az álarcosbál Riccardo                  | Maria Callas, Tito Gobbi, Fedora Barbieri                       | Antonino Votto              | EMI       |
|         | Bohémélet Rodolfo                       | Maria Callas, Rolando Panerai, Anna Moffo, Nicola Zaccaria      | Antonino Votto              | EMI       |
|         | Trubadúr Manrico                        | Maria Callas, Rolando Panerai, Fedora Barbieri, Nicola Zaccaria | Herbert von Karajan         | EMI       |
| 1957    | Manon Lescaut Renato Des Grieux         | Maria Callas, Giulio Fioravanti, Franco Calabrese               | Tullio Serafin              | EMI       |
|         | La Gioconda Enzo Grimaldo               | Zinka Milanov, Leonard Warren, Rosalind Elias, Plinio Clabassi  | Fernando Previtali          | RCA/Decca |
| 1958    | A végzet hatalma Don Alvaro             | Zinka Milanov, Leonard Warren, Giorgio Tozzi                    | Fernando Previtali          | RCA/Decca |
|         | Mefistofele (válogatás) Faust           | Cesare Siepi, Renata Tebaldi                                    | Tullio Serafin              | Decca     |
| 1959    | Lammermoori Lucia Edgardo Ravenswood    | Renata Scotto, Ettore Bastianini, Ivo Vinco                     | Nino Sanzogno               | Ricordi   |
| 1962    | Tosca Mario Cavaradossi                 | Leontyne Price, Giuseppe Taddei                                 | Herbert von Karajan         | RCA/Decca |
| 1963    | Manon (Massenet) (válogatás) Des Grieux | Anna Moffo                                                      | Renè Leibowitz              | RCA       |
| 1969    | A mosoly országa Sou-Chong              | Valorie Goodall, Heinz Holecek                                  | Heinz Lambrecht             | RCA       |

### Hangfelvételei élőben (válogatás)
- Manon (Massenet) (olaszul, válogatás), km. Mafalda Favero, Mario Borriello, vez. Antonio Guarnieri - La Scala, 1947, Cetra/Myto
- Manon, km. Irma Gonzalez, Giuseppe Valdengo, vez. Renato Cellini - Mexikóváros 1948, GOP
- Rigoletto, km. Giuseppe Valdengo, Nadine Conner, Ignacio Ruffino, vez. Renato Cellini - Mexico City, 1948, Bongiovanni/Urania
- Werther (olaszul), km. Giulietta Simionato, Eugenia Roccabruna, Fausto del Prado, vez. Renato Cellini - Mexico City, 1949, GOP/IDIS
- Mignon (olaszul), km. Giulietta Simionato, Cesare Siepi, vez. Guido Picco - Mexico City, 1949, Legato Classics
- A kegyencnő, km. Giulietta Simionato, Enzo Mascherini, Cesare Siepi, vez. Renato Cellini - Mexico City, 1949, Cetra/Myto/SRO
- Gianni Schicchi, km. Italo Tajo, Licia Albanese, Cloe Elmo, vez. Giuseppe Antonicelli - Met, 1949, GOP/Guilde
- Falstaff, km. Leonard Warren, Regina Resnik, Giuseppe Valdengo, Licia Albanese, vez. Fritz Reiner - Met, 1949, IDIS/Guilde
- Traviata, km. Eleanor Steber, Robert Merrill, vez. Giuseppe Antonicelli - Met, 1949, Melodram/Myto/Naxos
- Faust, km. Dorothy Kirsten, Italo Tajo, Leonard Warren, vez. Wilfrid Pelletier - Met, 1949, Arkadia/Myto
- A sevillai borbély, km. Giuseppe Valdengo, Lily Pons, Salvatore Baccaloni, Jerome Hines; vez. Alberto Erede - Met, 1950, Cetra/OASI/Gala
- Bohémélet, km. Bidu Sayao, Giuseppe Valdengo, Lois Hunt, Cesare Siepi, vez. Fausto Cleva - Met, 1951, GOP/Bongiovanni
- Verdi: Requiem, km. Herva Nelli, Fedora Barbieri, Cesare Siepi, vez. Arturo Toscanini - Carnegie Hall, 1951, RCA
- Puritánok, km. Maria Callas, Piero Campolonghi, Roberto Silva, vez. Guido Picco - Mexico City, 1952, Melodram/Archipel/IDIS
- Tosca, km. Maria Callas, Piero Campolonghi, vez. Guido Picco - Mexico City, 1952, Melodram/Archipel/Opera D'Oro
- Lammermoori Lucia, km Maria Callas, Piero Campolonghi, Roberto Silva, vez. Guido Picco - Mexico City 1952, Myto/Opera D'Oro
- Lammermoori Lucia, km. Maria Callas, Rolando Panerai, Nicola Zaccaria, vez. Herbert von Karajan - Berlin, 1955, EMI/Opera D'Oro
- Traviata, km. Maria Callas, Ettore Bastianini, vez. Carlo Maria Giulini - La Scala, 1955, EMI
- Parasztbecsület, km. Giulietta Simionato, Giangiacomo Guelfi, vez. Antonino Votto - La Scala, 1955, Myto/Opera D'Oro
- Carmen, km. Giulietta Simionato, Rosanna Carteri, Michel Roux, vez. Herbert von Karajan - La Scala, 1955, Myto/GOP/Walhall
- Aida, km. Antonietta Stella, Ebe Stignani, Giangiacomo Guelfi, Nicola Zaccaria, vez. Antonino Votto - La Scala, 1956, Paragon/Legato Classics/GOP
- Bajazzók, km. Clara Petrella, Aldo Protti, Enzo Sordello, vez. Nino Sanzogno - La Scala, 1956, Myto
- Álarcosbál, km. Antonietta Stella, Ettore Bastianini, Ebe Stignani, vez. Gianandrea Gavazzeni - La Scala, 1956, HRE/Myto
- Álarcosbál, km. Maria Callas, Ettore Bastianini, Giulietta Simionato, vez. Gianandrea Gavazzeni - La Scala, 1957, Melodram/Arkadia/EMI
- Szerelmi bájital, km. Rosanna Carteri, Fernando Corena, Giulio Fioravanti, vez. Nino Sanzogno,  La Scala, 1957, Myto
- A végzet hatalma, km. Leyla Gencer, Aldo Protti, Cesare Siepi, dir. Antonino Votto - Köln, 1957, Melodram/Myto
- Tosca, km. Renata Tebaldi, Ettore Bastianini, vez. Gianandrea Gavazzeni - Brüsszel 1958, Legato Classics/Myto
- Fedora, km. Renata Tebaldi, Mario Sereni, vez. Arturo Basile - Nápoly, 1961, Arkadia/Opera D'Oro

### Dalestjei felvétele
- Canzoni Napoletane, O Sole mio/Funiculì Funiculà/ Torna a Surriento ed altre famose canzoni napoletane, Pavarotti/Di Stefano/Carreras, Decca
- Di Stefano, Arie italiane e siciliane - Olivieri/Pattacini/National PO, Decca
- Di Stefano, The Decca Recordings (Le registrazioni per Decca) Novantesimo anniversario, 1958, Decca

## Elismerése
- Medaglia d'oro ai benemeriti della cultura e dell'arte, Róma, 2001. február 21.

## Fordítás
Ez a szócikk részben vagy egészben  a   Giuseppe Di Stefano című olasz Wikipédia-szócikk ezen változatának fordításán alapul.  Az eredeti cikk szerkesztőit annak laptörténete sorolja fel. Ez a jelzés csupán a megfogalmazás eredetét és a szerzői jogokat jelzi, nem szolgál a cikkben szereplő információk forrásmegjelöléseként.